# The Piano Lesson
The Piano Lesson, titulada en castellano La lección de piano en España, es un telefilme dramático estrenado el 5 de febrero de 1995 en Estados Unidos, emitido por la CBS. Protagonizado por Charles S. Dutton y Alfre Woodard. Dirigida por Lloyd Richards.

## Recepción crítica
Según la página de Internet Rotten Tomatoes no tiene calificación porcentual de comentarios positivos, pero si tiene 4 críticas, de las cuales 3 son positivas.

## Premios
Globos de Oro
| Año  | Categoría                            | Persona           | Resultado |
| ---- | ------------------------------------ | ----------------- | --------- |
| 1996 | Mejor actor de miniserie o telefilme | Charles S. Dutton | Candidato |

Emmy
| Año  | Categoría                               | Persona           | Resultado |
| ---- | --------------------------------------- | ----------------- | --------- |
| 1995 | Mejor telefilme                         | Mejor telefilme   | Candidato |
| 1995 | Mejor actor de miniserie o telefilme    | Charles S. Dutton | Candidato |
| 1995 | Mejor actriz de miniserie o telefilme   | Alfre Woodard     | Candidata |
| 1995 | Mejor guion de miniserie o telefilme    | August Wilson     | Candidata |
| 1995 | Mejor director de miniserie o telefilme | Lloyd Richards    | Candidato |

Premios del Sindicato de Actores
| Año  | Categoría                             | Persona       | Resultado |
| ---- | ------------------------------------- | ------------- | --------- |
| 1996 | Mejor actriz de miniserie o telefilme | Alfre Woodard | Ganadora  |

Asimismo el telefilme recibió otras cuatro candidaturas a los Premios Emmy, siendo aquí representadas las más importantes.